# Isle of Hope
Isle of Hope és una concentració de població designada pel cens dels Estats Units a l'estat de Geòrgia. Segons el cens del 2000 tenia 2.605 habitants.

## Demografia
Segons el cens del 2000, Isle of Hope tenia 2.605 habitants, 1.001 habitatges, i 783 famílies. La densitat de població era de 529,4 habitants/km².
Dels 1.001 habitatges en un 36% hi vivien nens de menys de 18 anys, en un 67,6% hi vivien parelles casades, en un 8,1% dones solteres, i en un 21,7% no eren unitats familiars. En el 19,8% dels habitatges hi vivien persones soles el 10,2% de les quals corresponia a persones de 65 anys o més que vivien soles. El nombre mitjà de persones vivint en cada habitatge era de 2,6 i el nombre mitjà de persones que vivien en cada família era de 3.
Per edats la població es repartia de la següent manera: un 26,6% tenia menys de 18 anys, un 4,2% entre 18 i 24, un 25,4% entre 25 i 44, un 26,9% de 45 a 60 i un 16,8% 65 anys o més.
L'edat mediana era de 42 anys. Per cada 100 dones de 18 o més anys hi havia 85,5 homes.
La renda mediana per habitatge era de 75.274 $ i la renda mediana per família de 79.586 $. Els homes tenien una renda mediana de 52.175 $ mentre que les dones 38.468 $. La renda per capita de la població era de 34.067 $. Cap de les famílies i el 0,2% de la població estaven per davall del llindar de pobresa.

## Poblacions més properes
El següent diagrama mostra les poblacions més properes.